# Dead Eyes See No Future EP
Dead Eyes See No Future EP è il secondo EP del gruppo musicale svedese Arch Enemy, pubblicato il 2 novembre 2004 dalla Century Media Records.

## Descrizione
L'EP deve il proprio nome all'omonimo brano contenuto nel sesto album in studio del gruppo Anthems of Rebellion (2003) e contiene la title track, tre brani eseguiti dal vivo all'Élysée Montmartre di Parigi nel 2004 e tre cover.
Oltre alle sette tracce che compongono il disco, è presente inoltre il videoclip del brano We Will Rise.

## Tracce
Edizione europea
1. Dead Eyes See No Future – 4:17 (testo: Michael Amott, Angela Gossow – musica: Christopher Amott, Michael Amott)
2. Burning Angel (Live in Paris 2004) – 4:46 (Michael Amott)
3. We Will Rise (Live in Paris 2004) – 4:15 (Michael Amott)
4. Heart of Darkness (Live in Paris 2004) – 4:52 (Michael Amott)
5. Symphony of Destruction – 4:02 (Dave Mustaine) – originariamente interpretata dai Megadeth
6. Kill with Power – 3:30 (Joey DeMaio) – originariamente interpretata dai Manowar
7. Incarnated Solvent Abuse – 4:35 (Michael Amott, Bill Steer, Jeffrey Walker) – originariamente interpretata dai Carcass
8. We Will Rise (Enhanced Videoclip) – 4:06 (Michael Amott)

Edizione giapponese – Dead Eyes See No Future - Japanese Tour EP 2004
1. Dead Eyes See No Future – 4:17 (testo: Michael Amott, Angela Gossow – musica: Christopher Amott, Michael Amott)
2. Burning Angel (Live in Paris 2004) – 4:46 (Michael Amott)
3. We Will Rise (Live in Paris 2004) – 4:15 (Michael Amott)
4. Symphony of Destruction – 4:02 (Dave Mustaine) – originariamente interpretata dai Megadeth
5. Kill with Power – 3:30 (Joey DeMaio) – originariamente interpretata dai Manowar
6. Incarnated Solvent Abuse – 4:35 (Michael Amott, Bill Steer, Jeffrey Walker) – originariamente interpretata dai Carcass

## Formazione
Gruppo
- Angela Gossow – voce
- Christopher Amott – chitarra solista
- Michael Amott – chitarra solista
- Sharlee D'Angelo – basso
- Daniel Erlandsson – batteria

Altri musicisti
- Per Wiberg – tastiera (traccia 1)